# Yoshie Kasajima
Yoshie Kasajima (笠嶋 由恵, Kasajima Yoshie), née le 12 mai 1975, est une joueuse internationale de football japonaise.

## Biographie
Le 8 novembre 1999, elle fait ses débuts avec l'équipe nationale japonaise lors de la Coupe d'Asie, contre la Thaïlande. Elle compte 24 sélections et 4 buts en équipe nationale du Japon de 1999 à 2002.

## Statistiques
Le tableau ci-dessous présente les statistiques de Yoshie Kasajima en équipe nationale
| Équipe du Japon | Équipe du Japon | Équipe du Japon |
| Année           | Matchs          | Buts            |
| --------------- | --------------- | --------------- |
| 1999            | 5               | 1               |
| 2000            | 5               | 0               |
| 2001            | 9               | 2               |
| 2002            | 5               | 1               |
| Total           | 24              | 4               |

## Palmarès
- Finaliste de la Coupe d'Asie 2001